# (6069) Cevolani
(6069) Cevolani es un asteroide perteneciente al cinturón de asteroides, región del sistema solar que se encuentra entre las órbitas de Marte y Júpiter, descubierto el 8 de agosto de 1991 por Henry E. Holt desde el Observatorio del Monte Palomar, Estados Unidos.

## Designación y nombre
Designado provisionalmente como 1991 PW17. Fue nombrado Cevolani en homenaje a Giordano Cevolani, investigador del Consejo Nacional de Investigación Italiano (CNR) en Bolonia. Sus principales campos de interés son la física de la atmósfera terrestre, la astronomía de cuerpos menores y la ciencia espacial. Su actividad científica se refiere principalmente a la observación de meteoros por radar, los fenómenos relacionados con su interacción con la atmósfera y el estudio de la estructura del viento (componentes predominantes; gravedad, mareas y ondas planetarias) en la mesosfera y en la troposfera inferior de las regiones polares (vientos catabáticos).

## Características orbitales
Cevolani está situado a una distancia media del Sol de 2,246 ua, pudiendo alejarse hasta 2,339 ua y acercarse hasta 2,153 ua. Su excentricidad es 0,041 y la inclinación orbital 4,032 grados. Emplea 1230,12 días en completar una órbita alrededor del Sol.

## Características físicas
La magnitud absoluta de Cevolani es 14. Tiene 3,934 km de diámetro y su albedo se estima en 0,345. 